# Południowoafrykański Bank Rezerw
Południowoafrykański Bank Rezerw (ang. South African Reserve Bank, SARB) – bank centralny Republiki Południowej Afryki z siedzibą w Pretorii, otwarty 30 czerwca 1921 roku na mocy Ustawy nr 31 z 1920. Zadaniem banku jest ochrona wartości waluty RPA celem zapewnienia wzrostu gospodarczego kraju.
Bank posiada około 650 udziałowców, z czego żaden z nich nie może kontrolować więcej niż 10 tys. udziałów. Całkowita liczba udziałów wynosi 2 mln, a roczna dywidenda 10 centów na udział. 2 maja 2002 roku akcje banku zostały wycofane z notowań na giełdzie JSE.

## Zadania
Według Konstytucji RPA z 1996 oraz Ustawy nr 90 z 1989 o Południowoafrykańskim Banku Rezerw, głównym zadaniem Banku Rezerw jest ochrona wartości waluty celem zapewnienia zrównoważonego i trwałego wzrostu gospodarczego RPA.
Ustawa reguluje też szczegółowe zadania banku, do których należy m.in. emisja pieniądza, wykonywanie czynności, wdrażanie przepisów i procedur oraz podejmowanie kroków, które mogą być niezbędne do ustanawiania, prowadzenia, monitorowania, regulowania i nadzorowania systemów płatniczych, clearingowych i rozrachunkowych.

## Organizacja
Bankiem zarządza Zarząd, w którego skład wchodzi prezes (gubernator), trzech wiceprezesów, siedmiu pozostałych członków (dyrektorów) wybieranych przez udziałowców oraz czterech dyrektorów powoływanych przez Prezydenta po konsultacji z Ministrem Finansów. Prezes i wiceprezesi powoływani są przez Prezydenta po konsultacji z Ministrem i Zarządem na pięcioletnią kadencję, z czego spośród wiceprezesów Prezydent nominuje jednego starszego wiceprezesa. Pozostali członkowie, którzy są przedstawicielami Rządu, powoływani są na trzyletnią kadencję. Dyrektorzy wybrani przez udziałowców pełnią swoją funkcję przez okres rozpoczynający się z pierwszym dniem następującym po dniu powołania, które następuje na zwyczajnym walnym zgromadzeniu udziałowców w danym roku kalendarzowym, a kończący się z pierwszym dniem następującym po zwyczajnym walnym zgromadzeniu w trzecim roku kalendarzowym od roku, w którym nastąpiło powołanie.